# Jingtan (sockenhuvudort i Kina, Hubei Sheng, lat 30,66, long 113,39)
Jingtan (kinesiska: 净潭, 净潭乡) är en sockenhuvudort i Kina. Den ligger i provinsen Hubei, i den centrala delen av landet, omkring 86 kilometer väster om provinshuvudstaden Wuhan. Antalet invånare är 27 855. Befolkningen består av 12 973 kvinnor och 14 882 män. Barn under 15 år utgör 12,0 %, vuxna 15-64 år 76 %, och äldre över 65 år 10,0 %.
Runt Jingtan är det tätbefolkat, med 659 invånare per kvadratkilometer. Närmaste större samhälle är Jiuzhen, 19,6 km nordväst om Jingtan. Trakten runt Jingtan består till största delen av jordbruksmark.
Genomsnittlig årsnederbörd är 1 371 millimeter. Den regnigaste månaden är juli, med i genomsnitt 192 mm nederbörd, och den torraste är december, med 18 mm nederbörd.